# 林冠綸
林冠綸（1984年1月23日—）為臺灣籃球教練、前運動員，現擔任超級籃球聯賽基隆市總經理。

## 生平
2009年11月林冠綸轉戰中国男子篮球职业联赛（CBA）山西中宇，隔年1月返回臺灣加盟裕隆納智捷但無法替球隊出戰例行賽，之後經晉級第七季超級籃球聯賽季後賽的四支球隊舉行會議後同意讓林冠綸、林志傑、許皓程、顏行書四人在季後賽階段能替所屬球隊出賽，最終裕隆納智捷奪下第七季超級籃球聯賽總冠軍。林冠綸為超級籃球聯賽（SBL）第十二位生涯達成3000分球員。2020年起擔任P. LEAGUE+新竹攻城獅總教練。2022年6月林冠綸獲選P. LEAGUE+2021–22年賽季年度教練。

## 執教戰績
P. LEAGUE+
| 年度           | 球隊       | 例行賽 | 例行賽 | 例行賽 | 例行賽 | 季後賽       |
| 年度           | 球隊       | 出賽   | 勝場   | 敗場   | 勝率   | 季後賽       |
| -------------- | ---------- | ------ | ------ | ------ | ------ | ------------ |
| 2020年－2021年 | 新竹攻城獅 | 24     | 9      | 15     | .375   |              |
| 2021年－2022年 | 新竹攻城獅 | 30     | 20     | 10     | .667   | 總冠軍賽失利 |
| 2022年－2023年 | 新竹攻城獅 | 40     | 13     | 27     | .325   |              |
| 2023年－2024年 | 新竹攻城獅 | 16     | 7      | 9      | .438   | 協議結束合約 |
| 總計:4年       | 總計:4年   | 110    | 49     | 61     | .445   |              |

## 外部連結
- 林冠綸的Instagram帳戶
- 林冠綸在fiba.basketball（英语）
- 林冠綸在中国男子篮球职业联赛官網
- 林冠綸在超級籃球聯賽官網
- 林冠綸在Eurobasket.com（球員）（英语）
- 林冠綸在Eurobasket.com（球員）（英语）
- 林冠綸在Proballers（英语）
- 林冠綸在中国篮球数据库
- 林冠綸在Eurobasket.com（教練）（英语）